# Shaft colpisce ancora
Shaft colpisce ancora (Shaft's Big Score) è un film del 1972 diretto da Gordon Parks, con Richard Roundtree, seguito del film Shaft il detective.

## Trama
Il detective John Shaft stavolta dovrà indagare sull'omicidio di un suo carissimo amico per poter assicurare i colpevoli alla giustizia.

## Produzione
Rispetto al film precedente questa pellicola ha avuto un costo maggiore, arrivando a 1.978.000 dollari, dopo la distribuzione ne ha incassati più di 4.

## Sequel
Il film ha avuto un seguito nel 1973 intitolato Shaft e i mercanti di schiavi.